# Голубцов, Александр Фёдорович
Александр Фёдорович Голубцов (1735—1796) — русский государственный деятель, симбирский вице-губернатор (1783—1792), воевода Пермской провинции (1774—1781), действительный статский советник.

## Биография

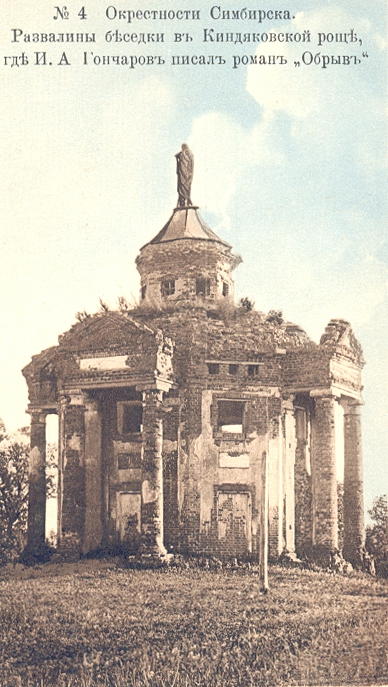
Масонская беседка в Винновке.

Александр Фёдорович родился в 1735 году в Москве, происходил из дворянского рода Голубцовых. Сын статского советника. Учился в школе Сената, в 1747—1749 годах воспитывался в Санкт-Петербурге в пансионе Ферре, содержавшегося преподавателем французского языка Сухопутного шляхетного кадетского корпуса. 
В 1750 году поступил на государственную службу в Сенат, секретарём Государственного архива. Произведён в коллежские асессоры 5 (16) июня 1762, член Комиссии о коронации Екатерины II с 8 июля по 10 декабря 1763; пожалован в надворные советники 24 июля (4 августа) 1769.
14 февраля 1774 года, по настоянию генерал-прокурора князя А. А. Вяземского, Правительствующий сенат постановил «… быть в Пермской провинции воеводе по способности и достоинству надворному советнику Александру Голубцову…». Александр Фёдорович выезжает на новое место службы — в город Кунгур, где находилась резиденция провинциального воеводы. Пожалован в коллежские советники 1 (13) января 1881.
В 1783 году переведён вице-губернатором Симбирского наместничества. Пожалован в статские советники 21 апреля (2 мая) 1785. Александр Фёдорович был масоном, другом Н. И. Новикова, председателем Симбирской ложи мартинистов. В симбирской ложе Златой Венец, открытый И. П. Тургеневым в 1784 году, числилось 17 человек. Среди «товарищей», братьев второй степени посвящения значился и 18-летний Николай Михайлович Карамзин. В пригородной деревне Винновке помещиком Василием Киндяковым была отстроена кирпичная беседка (или часовня), увенчанная статуей Иоанна Предтечи, самого почитаемого масонами христианского святого. 
В 1792 году, в год разгрома масонских лож, Александр Фёдорович Голубцов вышел в отставку, получив пожалование в чин действительного статского советника и поселившись в своём имении Красноуфимского уезда. Находившаяся в имении его библиотека, масонские вещи и музыкальные тетради его домашнего оркестра сделались жертвою невежества управляющих 1850-х годах и были частью расхищены, частью истреблены. 
Голубцов Александр Фёдорович умер 10 августа 1796 года в Александровском (Голубцовском заводе) Красноуфимского уезда. Похоронили А. Ф. Голубцова в Перми, по указанию его сына Ивана Александровича (бывшего тогда поручиком правления Пермского наместничества) в монастырской ограде перенесённого из села Пыскор древнего Преображенского монастыря.

## Семья
Александр Фёдорович был женат на сестре графа Алексея Ивановича Васильева — Анне Ивановне (1741—1816), у них было три сына: 
- Фёдор — министр финансов Российской империи (1807—1810),
- Дмитрий,
- Иван — поручик правления Пермского наместничества.

Внук — Платон Иванович Голубцов, действительный статский советник, генерал-майор.
Прадед историка и генеалога В. В. Голубцова.

## Награды
В 1786 году награждён орденом Святого Владимира третьей степени.

## Имения
Cанкт-Петербургский домовладелец в 17-й линии Васильевского острова по набережной р. Б. Невы. Имел имение в Самарском округе Симбирской губернии. В 1780 году в Уфимской провинциальной канцелярии с башкирами Кущинской и Сартской волостей была совершена купчая крепость на землю по реке Зюрзяге. Вновь возникшему населенному пункту он дал название Александровское, в честь своего имени, крепостных же крестьян поселил вблизи под горами Титешными, от чего и деревня получила название Подтитешная (ныне — д.  Подгорная). Село имело несколько наименований — Голубцово, Голубцовский завод. Утвердившись в Пермском крае, Александр Фёдорович Голубцов приобретает уже ранее существовавшие селения: «Шилов пруд (Шиловка), Шилову мельницу, Ключиковский винокуренный завод и деревню Чатлы ковка (Чатлык)». Сельцо Ключики с 21-й душою мужского пола им было куплено в 1791 году у обедневшей помещицы.